# 诺瓦克·德热
诺瓦克·德热（匈牙利語：Novák Dezső，1939年2月3日—2014年2月26日），匈牙利男子足球运动员。他曾代表匈牙利参加1960年、1964年和1968年夏季奥林匹克运动会足球比赛，共获得二枚金牌和一枚铜牌。